# Draculoides claudiae
Draculoides claudiae (лат.) — вид паукообразных из отряда шизомид (Schizomida). Обитают в Западной Австралии.

## Этимология
Видовой эпитет D. claudiae отсылает к Клодии (Claudia), детскому персонажу-вампиру из книги американской писательницы Энн Райс «Интервью с вампиром» (1976).

## Описание
Мелкие членистоногие желтовато-коричневого цвета, длина тела 3,61 мм. Пропелтидиум головогруди с 2 + 1 апикальными щетинками в треугольном образовании на переднем отростке и 2 + 2 + 2 щетинками; глазные пятна отсутствуют. Мезопельтидии разделённые. Метапелтидиум разделен. Передняя часть стернума с 14 щетинками (в том числе 2 стернапофизарными); задняя часть стернума треугольная с 6 щетинками. Неподвижный палец хелицер с 2 большими зубцами плюс 4 меньшими зубцами между ними; перепончатая область между неподвижным и подвижным пальцами с 3 большими ланцетными апикально ворсистыми щетинками.
Взрослые особи Draculoides claudiae неизвестны, но образцы D. claudiae могут быть диагностированы от всех других видов рода Draculoides, которые были секвенированы по COI с помощью мини-баркода 50bp.
Секвенирование на ITS2 показало сходство с видами D. nosferatu, D. carmillae и D. mesozeirus, но отличает от всех других видов рода.